# Heinrich Herkenrath
Heinrich Herkenrath (* 22. Mai 1863 in Mülheim; † im 20. Jahrhundert) war ein deutscher Politiker der Zentrumspartei und Mitglied des Preußischen Abgeordnetenhauses sowie Abgeordneter des nassauischen Kommunallandtages.

## Leben
Nach dem Abitur am Marzellengymnasium Köln absolvierte Heinrich Herkenrath ein Studium der Philosophie, Theologie und Volkswirtschaft an der Rheinischen Friedrich-Wilhelms-Universität Bonn und an der Johann Wolfgang Goethe-Universität Frankfurt am Main.
Von 1916 an betätigte er sich als Redakteur in Limburg an der Lahn und später in seiner Heimatstadt Köln-Mülheim.
Er betätigte sich politisch und war als Mandatsträger der Deutschen Zentrumspartei im Wahlkreis Wiesbaden 5 Limburg vom 27. April 1916 an Mitglied des Preußischen Abgeordnetenhauses. Das Parlament wurde am 15. November 1918 aufgelöst.
Nach dem Krieg war er Mitglied der Preußischen Landesversammlung, die für die Ausarbeitung und Verabschiedung einer Verfassung für Preußen zuständig war. In diesem Gremium war er für den Wahlkreis 19 Hessen-Nassau als Zentrumsmitglied.
In Limburg war er von 1919 an Stadtverordneter und später Stadtverordnetenvorsteher.
In den 1920er Jahren war er Mitglied des Kreistages Limburg. Als der Landrat Max Hüesker von der französischen Besatzungsmacht inhaftiert und später ausgewiesen wurde, war Herkenrath dessen Vertreter.
Von 19121 bis 1925 war er Mitglied des nassauischen Kommunallandtages. Dieser war die Volksvertretung im Regierungsbezirk Wiesbaden unterhalb der Ebene des Provinziallandtages der Provinz Hessen-Nassau.
In diesem Gremium war er Mitglied des Finanz- und Bauausschusses sowie des Provinzialausschusses.